# Курджалийство
Курджалийство (болг. Кърджалийство; также кирджалийство) — период в истории Османской Болгарии, когда с концa XVIII до середины XIX веков, страна оказалась фактически ввергнута в состояние анархии.

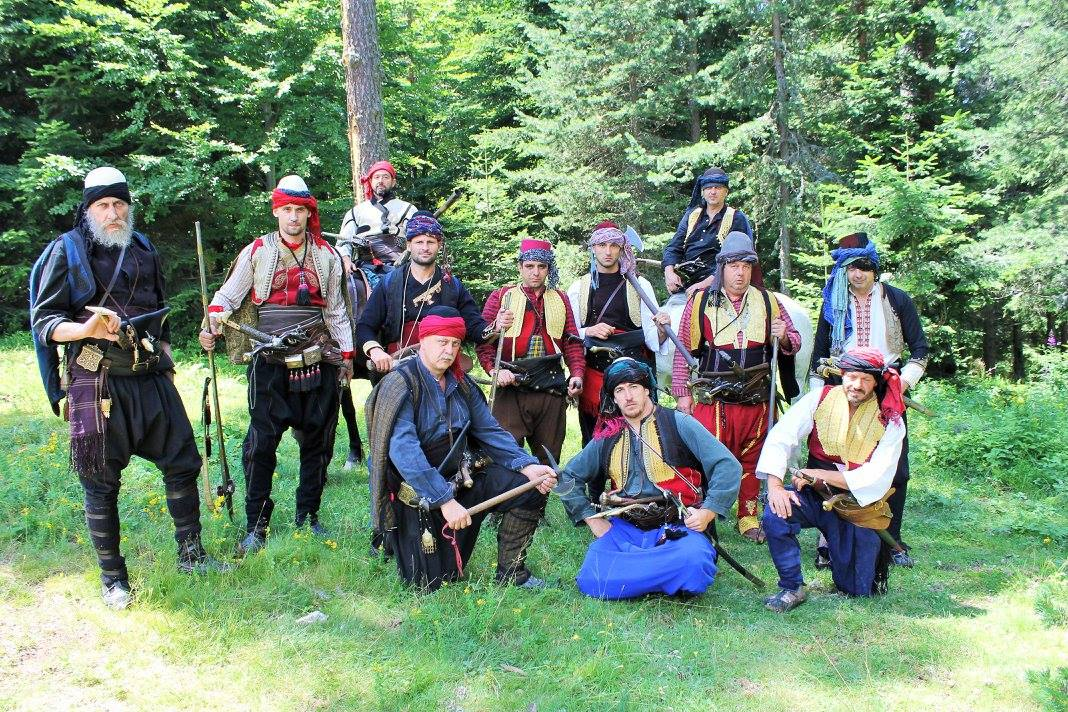
Кирджалийская банда (историческая реконструкция)

В это время в регионе расправы над мирным, преимущественно безоружным христианским населением (христианам законы шариата запрещали иметь оружие и ездить верхом) безнаказанно чинили группы турецко-мусульманских разбойников и бандитов, в основной своей массе бывших военных Османской империи, которая, в силу своего упадка и постоянных проигрышей в войнах с Российской империей, не могла их больше содержать.
В результате отставные военные начали терроризировать мирное болгарское население Румелии, а также Молдавии, Валахии, Буджака, Сербии, Фессалии, Эпира. Кырджали (kır/кыр — поле, и cali/джалы — разбойник) означает в буквальном переводе «полевой разбойник». Даалии означает (от dağli, тур. — планинец, болг.) — горной разбойник.

## Предпосылки
Причиной появления кирджалийства стал упадок централизованной власти в Османской империи в 1770-е и 1780-е годы. Власть султана оканчивалась в часе езды от Стамбула , а провальные войны Порты с Россией (Русско-турецкая война (1768-1774) и Русско-турецкая война (1787-1791) негативно сказались на финансах империи.
Чтобы расплатиться с сипахами и янычарами, султан просто отдавал им на разграбление целые христианские деревни Сербии и Румелии. Мародерством кормились и многочисленные дезертиры.
Спасаясь от кирджалийства, более 30 000 балканских христиан переселилось в Российскую империю между 1806 и 1830 годами. В российской историографии они стали известны как бессарабские болгары, хотя в этно-языковом плане среди них были как собственно этнические болгары, так и гагаузы, албанцы-арнауты, армяне, сербы и греки.

## Известные курджалийские главари и их зоны влияния
- Мустафа паша Байрактар (Алемдар Мустафа) — соврем. Северо-восточная Болгария;
- Менлиоглу Ибрагим — Тырговиште;
- Трыстениклиоглу Исмаил — Русе, Северная Болгария;
- Кючук Хасан-ага — Русе, вся Северная Болгария;
- Ахмедоглу Хюсеин-ага — соврем. Северо-восточная Болгария;
- Емин ага Хасковски — Хасково и Восточные Родопы;
- Кара Фейзи — северные р-ны региона Восточная Фракия;
- Мехмед Синап — северные р-ны региона Восточная Фракия;
- Индже Стоян (Индже воевода) — северные р-ны региона Восточная Фракия;
- Шибилоглу Мустафа (Шибил) — восточные районы провинции Фракия;

## Историческое значение
Курджалийство во многом было следствием успешной завоевательной политики Российской империи в Северном причерноморье. Этот феномен был столь массовым, что о нём писали А.С. Пушкин и князь Михаил Воронцов (1782—1856). Постоянно теряя земли и подданных, военные Османской империи разорялись и приступали к террору против оставшихся христиан, на которых к тому же вымещали злобу за военные неудачи. Но это в свою очередь ещё больше мотивировало российские власти к наступлению на Османскую империю. Западные державы, поначалу поддерживавшие христиан, не желали однако сближения последних с Россией, так как противились ee дальнейшему усилению. При поддержке Англии и Франции, Османская империя сначала выиграла Крымскую войну, а затем инициировала реформы Танзимата, призванные снизить накал страстей и дискриминацию по религиозному признаку в обществе. Курджалийство в своей крайней разбойничьей форме пошло на спад.